# Kes
Kes é um filme britânico de 1969 dirigido por Ken Loach. O filme é baseado no romance "A Kestrel for a Knave", escrito por Barry Hines em 1968.

## Elenco
- David Bradley...Billy Casper
- Lynne Perrie...Senhora Casper
- Freddie Fletcher...Jud
- Colin Welland...Senhor Farthing
- Brian Glover...Senhor Sugden
- Bob Bowes...Senhor Gryce

## Sinopse
Billy Casper é um menino de 15 anos de idade que sofre continuamente com os abusos e humilhações que lhe são causadas pela família (a mãe separada e o violento irmão mais velho que trabalha numa mina), escola e as pessoas em geral. Ele encontrou um ninho de falcões no muro de uma fazenda próxima e resolveu capturar um dos filhotes e treiná-lo com o que aprende num livro que roubara de uma loja. Billy chama o pequeno falcão de Kes. Enquanto treina a ave, fica muito cansado para acompanhar as aulas e seus impacientes professores se enfurecem com isso, aplicando-lhe vários tipos de castigos e humilhações.

## Produção
Tanto o livro como o filme trazem uma amostra da vida nas regiões mineradoras de Yorkshire. O principal cenário da escola foi o de St. Helens School, Sul de Athersley, depois com o nome mudado para Edward Sheerien School.
Ambientado em Barnsley, o filme manteve o dialeto local nos diálogos. Os atores usam um autêntico sotaque Yorkshire que falavam ou conheciam. Os figurantes foram contratados em Barnsley e nos arredores. Há uma versão em DVD com dublagem que altera alguns dos termos locais.

## Prémios
- 1970 - Festival Internacional de Cinema de Karlovy Vary: Ken Loach (Globo de Cristal)
- 1971 - BAFTA Award: Colin Welland (Melhor Actor Secundário)
- 1971 - BAFTA Award: David Bradley (Mais Prometedor Recém-chegado a Papéis Principais)
- 1971 - Writers' Guild of Great Britain Award: Barry Hines, Ken Loach e Tony Garnett (Melhor Argumento Britânico)